# Faculté d'anthropologie de l'université du Tennessee
 (mai 2016).
Pour les articles homonymes, voir FAC.
La faculté d'anthropologie de l'université du Tennessee, (en anglais :  University Anthropological Research Facility ) dite ferme des corps (« Body Farm ») ou Faculté d'anthropologie médico-légale (« Forensic Anthropology Facility », FAC), a été créée à la fin de l'année 1971 par l'anthropologiste, William Bass pour permettre l'étude de la décomposition des restes humains. Elle est installée à quelques miles du centre-ville de Knoxville, Tennessee, États-Unis, à côté du centre médical (en) de l'université du Tennessee.
La ferme des corps est un terrain boisé de 2,5 acres (10 000 m2), protégé par une clôture de barbelés. L'emplacement des corps n'est pas laissé au hasard, il doit servir à observer la décomposition des corps. Les corps sont placés dans différentes positions et emplacements correspondants aux variables de décomposition des corps. La ferme est passée de vingt corps exposés en 2003 à environ cent-cinquante en 2007,.

## Historique

### Création
La faculté de recherche anthropologique, fut la première ferme des corps. Cette institution fut créée par William Bass dans le but de fournir un terrain d'expérimentation pour analyser la décomposition des cadavres dans différentes situations réelles. Dans cette ferme, les cadavres humains sont exposés aux éléments naturels dans différentes reconstitutions scientifiques ; exemples : accident de car et découverte tardive des cadavres, personne assassinée enterrée dans une tombe peu profonde.
Avant la création de cette ferme des corps, aucune étude sur la décomposition des cadavres n'avait été faite depuis le XIIe siècle et les travaux de Song Ci. Cette installation a surtout permis de faire des progrès scientifiques dans le domaine de la détermination de la date de décès d'après l'état de décomposition du corps. Dans les années 1970, des corps non réclamés ou donnés étaient exposés au pourrissement dans une ferme abandonnée, propriété de l'université. Au début des années 1980, la « body farm » (ferme des corps) fut lancée avec un seul cadavre, un petit terrain et une nouvelle idée. À ce moment-là, monsieur Bass est, à la fois, directeur du département d'anthropologie de l'Université du Tennessee depuis un peu plus d'une décennie et anthropologue médico-légal pour l’État du Tennessee. En raison de ces fonctions, Bass est la personne qui doit être appelée pour se rendre sur les lieux de découverte des cadavres et déterminer la cause et l'heure du décès. Le premier cadavre déposé à la "ferme" est celui d'une personne victime d'une série de crimes sur lequel Bass a enquêté. Ce corps a permis de démontrer l’importance d'avoir un endroit pour étudier et observer la décomposition des corps.

### Donner son corps
Le don de corps est nécessaire pour la continuation de la recherche. Entre trente et cinquante corps sont donnés chaque année. Il existe une procédure spécifique. Par exemple, une fois qu'un corps a été donné, les restes ne seront pas retournés à la famille, puisque le squelette sera ajouté dans la « Collection des squelettes donnés » du programme. Les corps infectés par des maladies telles que le VIH ou le staphylocoque doré résistant ne peuvent fort heureusement être donnés qu'après être passés en crémation, ce qui permet d'éviter les risques de propagation de maladie et de faire des recherches sur des corps dans un état particulier. La procédure administrative doit être complète avant le transport du corps à la faculté.

### Sources
- (en) Jason H. Byrd et James L. Castner, Forensic Entomology : The Utility of Arthropods in Legal Investigations, Boca Raton, CRC Press, 2001, 1st éd., 440 p. (ISBN 0-8493-8120-7, OCLC 43937011)
- (en) William M. Bass et Jon Jefferson, Death's Acre, New York, G.P. Putnam's Sons, 2005, 1st electronic éd. (ISBN 0-7865-5450-9, OCLC 60386473)
- (en) William M. Bass et Jon Jefferson, Beyond the Body Farm, New York, William Morrow, 2007, 1st éd., 282 p. (ISBN 978-0-06-087529-9 et 0-06-087529-1, OCLC 173748687)